# 陳束
陳束（1508年—1540年），字約之，號龍江，又號後冈，浙江宁波府鄞縣人，明朝官員、作家、文學家。“嘉靖八才子”之一。

## 生平
嘉靖七年（1528年）戊子科浙江鄉試第七十五名。嘉靖八年（1529年）己丑科會試第一百二十一名，殿試登二甲第二名進士。考选翰林院庶吉士，因世宗不允，改礼部主事，升儀制司署员外郎，十二年七月改翰林院編修，十三年三月充经筵展書官。十四年出为湖广辰沅兵备僉事，迁福建布政司參議，之后改任河南提学副使，嘉靖十九年卒。治学很有声誉，可惜年僅三十三歲即英年早逝。因政治上不肯妄附权臣张璁，霍韬，故不得大用。
陳束為嘉靖八才子之一。其為文不盡模仿古文，诗文多散佚，存世不多，有《后冈集》传世。其妻子董氏亦会作诗，陳束死後不久亦去世，因此没有后代。

## 家族
曾祖陳璩，曾任巡檢；祖父陳鑰；父陳濂卿。母戚氏。慈侍下。兄陈模、陈柬。其妻為董玘之女，也為當時才女。

## 延伸阅读
[在维基数据编辑]
 在维基文库阅读此作者作品
 《國朝獻徵錄·卷之九十二》，出自焦竑《國朝獻徵錄》
 《明史卷二百八十七》，出自《明史》